# Gábor J. Székely
Gábor J. Székely (* 4. Februar 1947 in Budapest) ist ein ungarischer Mathematiker, der sich mit Wahrscheinlichkeitstheorie und mathematischer Statistik befasst.

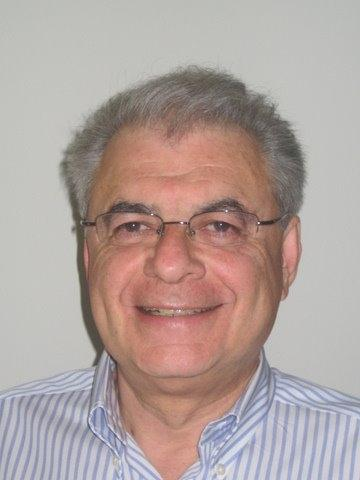
Gábor Székely

Székely studierte unter anderem bei Alfréd Rényi an der Lorand-Eötvös-Universität in Budapest mit dem Diplom-Abschluss summa cum laude 1970. Er wurde 1976 bei Paul Erdős (und Andrei Kolmogorow) promoviert (Kandidatentitel) und 1986 an der Ungarischen Akademie der Wissenschaften habilitiert (Doktortitel im russischen System). 1990 wurde er Professor an der Eötvös-Loránd-Universität, was er bis 2005 blieb. Außerdem war er 1990 bis 1997 Professor für Stochastik an der Technischen Universität Budapest (der Lehrstuhl war dort neu gegründet worden). Er forscht am Alfred-Renyi-Institut der Ungarischen Akademie der Wissenschaften, an dem er seit 1997 Senior Researcher ist.
1985 führte er die Energie-Distanz als Maß für die Differenz von Wahrscheinlichkeitsverteilungen ein (E-Statistik). Er befasste sich auch mit Kombinatorik (zum Beispiel Lotterieproblem) und Spieltheorie.
1976 war er Gastwissenschaftler an der Universität Amsterdam, 1989 Gastprofessor an der Yale University und 1990/91 Eugene Lukacs Distinguished Research Professor an der Bowling Green State University (BGSU) in Ohio. An der BGSU war er 1995 bis 2009 Professor und 1999 bis 2006 Leiter des Programms für Versicherungsmathematik. Er war Berater von Morgan Stanley, als diese ein mathematisches Zentrum in Budapest einrichteten. 1985 bis 1995 leitete er die Budapest Semesters in Mathematics, ein Austauschprogramm mit Studenten aus den USA.
1988 erhielt er den Rollo-Davidson-Preis. Er ist Fellow des Institute of Mathematical Statistics (2010), des International Statistical Institute (1996) und der American Statistical Association (2010). 2005 wurde er Fellow der Ohio Academy of Sciences.

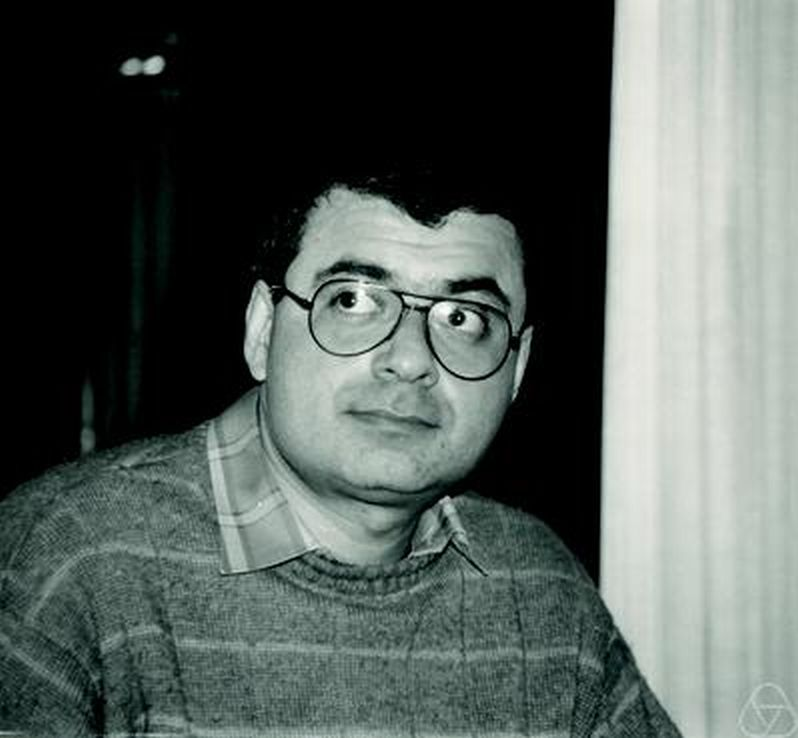
Székely 1987

Seit 2006 ist er Programmdirektor der National Science Foundation.
1990 bis 1995 war er Herausgeber der Matematikai Lapok, der Zeitschrift der Ungarischen Mathematischen Gesellschaft.

## Schriften
- mit Imre Ruzsa Algebraic Probability Theory, Wiley 1988
- Paradoxes in probability and mathematical statistics, Wiley 1986
  - Deutsche Übersetzung: Paradoxa, Klassische und Neue Überraschungen aus Wahrscheinlichkeit und Statistik, Harri Deutsch 1990
- Herausgeber Contests in Higher Mathematics, Springer Verlag 1996
- mit C. R. Rao (Herausgeber) Statistics for the 21. century, Dekker, New York 2000 (darin von Székely: Pre-limit and Post-limit theorems in statistics)
- mit M. L. Rizzo Brownian distance covariance, The Annals of Applied Statistics, Band 3, 2009, S. 1233–1308